# Aechmea paradoxa
Aechmea paradoxa là một loài thực vật có hoa trong họ Bromeliaceae. Loài này được (Leme) Leme mô tả khoa học đầu tiên năm 1997.